# Історія Google
Компанію Google створили в 1998 році Ларрі Пейдж і Сергій Брін, щоб вивести на ринок пошукову систему Google Search, яка стала найбільш використовуваною пошуковою системою в Інтернеті. Ларрі Пейдж і Сергій Брін, студенти Стенфордського університету в Каліфорнії, спочатку розробили пошуковий алгоритм (1996), відомий як «BackRub», за допомогою Скотта Хассана і Алана Штеремберга. Пошукова система незабаром виявилася успішною, і компанія, що розширювалася, кілька разів переїжджала, зрештою оселившись у Маунтін-В'ю в 2003 році. Це ознаменувало етап стрімкого зростання, коли компанія здійснила первинне публічне розміщення акцій у 2004 році і швидко стала однією з найбільших світових медіа-компаній. Компанія запустила Google News у 2002 році, Gmail у 2004 році, Google Maps у 2005 році, Google Chrome у 2008 році, соціальну мережу Google+ у 2011 році (яка була закрита у квітні 2019 року), а також багато інших продуктів. У 2015 році Google стала головною дочірньою компанією холдингу Alphabet Inc.
Пошукова система пережила багато оновлень у спробах викорінити пошукову оптимізацію.
Google співпрацює з NASA, AOL, Sun Microsystems, News Corporation, Sky UK та іншими. У 2005 році компанія створила благодійну філію Google.org.
Назва Google — це неправильне написання терміна «гугол», цифри 1, за якою слідує 100 нулів, що було обрано для позначення того, що пошукова система призначена для надання великих обсягів інформації.
У серпні 2024 року було визнано, що Google має незаконну монополію на пошукові системи в Інтернеті.

## Історія

### Початок
Google веде початок з «BackRub», дослідницького проєкту, який розпочали у 1996 році Ларрі Пейдж та Сергій Брін, коли вони були аспірантами Стенфордського університету в Стенфорді, штат Каліфорнія. У проєкті спочатку брав участь неофіційний «третій засновник», Скотт Гассан, провідний програміст, який написав більшу частину коду для початкової пошукової системи Google, але він припинив співпрацю ще до офіційного заснування Google як компанії; Гассан продовжив кар'єру в робототехніці і заснував компанію Willow Garage в 2006 році. Крейга Невілла-Меннінга також запросили приєднатися до Google на етапі становлення, але він відмовився і приєднався до них трохи пізніше.
У пошуках теми для дисертації Ларрі Пейдж розглядав, серед іншого, вивчення математичних властивостей Всесвітнього павутининня, розуміючи її структуру посилань як величезний граф. Його науковий керівник, Террі Виноград, заохотив його до цієї ідеї (яку Ларрі Пейдж пізніше згадував як «найкращу пораду, яку я коли-небудь отримував»), і Ларрі Пейдж зосередився на проблемі з'ясування того, які веб-сторінки посилаються на дану сторінку, виходячи з того, що кількість і характер таких посилань є цінною інформацією про цю сторінку (маючи на увазі роль цитування в академічних публікаціях). Пейдж поділився своїми ідеями з Гассаном, який розпочав написання коду, що втілював ідеї Пейджа.
Дослідницький проєкт отримав назву «BackRub», і незабаром до нього приєднався Брін, який отримав стипендію Національного наукового фонду. Вперше вони зустрілися влітку 1995 року, коли Пейдж був частиною групи потенційних нових студентів, яким Брін зголосився провести екскурсію кампусом та околицями Сан-Франциско. І Брін, і Пейдж працювали над проєктом Стенфордської цифрової бібліотеки (SDLP). Метою SDLP була «розробка технологій для створення єдиної, інтегрованої та універсальної цифрової бібліотеки», і він фінансувався через Національний науковий фонд, серед інших федеральних агентств. Брін і Пейдж також були частиною дослідницької групи з комп'ютерних наук у Стенфордському університеті, яка отримувала фінансування від Massive Digital Data Systems (MDDS), програми, якою керували Центральне розвідувальне управління (ЦРУ) та Агентство національної безпеки (АНБ), що здійснювалася великими розвідувальними та військовими підрядниками.
Пошуковий робот Пейджа почав досліджувати Інтернет у березні 1996 року, і єдиною відправною точкою стала домашня сторінка Стенфордського університету. Щоб перетворити дані про зворотні посилання, зібрані для певної веб-сторінки, у міру важливості, Брін і Пейдж розробили алгоритм PageRank. Аналізуючи результати BackRub, які для заданої URL-адреси складалися зі списку зворотних посилань, впорядкованих за важливістю, пара зрозуміла, що пошукова система, заснована на PageRank, дасть кращі результати, ніж існуючі методики (існуючі на той час пошукові системи по суті ранжували результати відповідно до того, скільки разів пошуковий термін з'являвся на сторінці).

Переконані, що сторінки з найбільшою кількістю посилань на них з інших високорелевантних веб-сторінок мають бути найбільш релевантними сторінками, пов'язаними з пошуком, Пейдж і Брін перевірили свою тезу в рамках власних досліджень і заклали основу для пошукової системи. Перша версія Google вийшла в серпні 1996 року на сайті Стенфорда. Вона використовувала майже половину всієї пропускної здатності мережі Стенфорда.
Приблизна статистика (з 29 серпня 1996 року)

Загальна кількість індексованих HTML-адрес: 75.2306 мільйонів
Всього завантажено контенту: 207.022 гігабайт
...
BackRub написаний на Java та Python і працює на кількох комп'ютерах Sun Ultra та Intel Pentium під управлінням Linux. Основна база даних зберігається на Sun Ultra II з 28 ГБ диска. Скотт Гассан та Алан Штеремберг надали багато дуже змістовної допомоги в реалізації. Сергій Брін також брав активну участь і заслуговує на велику подяку.— Ларрі Пейдж
Пейдж і Брін оцінили внески Скотта Гассана і Алана Штеремберга як критично важливі для розвитку Google. Раджив Мотвані і Террі Виноград пізніше у співавторстві з Пейджем і Бріном написали першу статтю про проєкт, в якій описали PageRank і початковий прототип пошукової системи Google, опубліковану в 1998 році. Гектор Гарсія-Моліна та Джефф Ульман також згадуються як учасники проєкту. Під час створення пошукової системи Google Пейдж і Брін використовували гараж у будинку своєї подруги Сьюзан Войчицькі в Менло-Парк за 1700 доларів на місяць.
На створення PageRank вплинув подібний алгоритм ранжування сторінок і оцінки сайтів, який раніше використовувався для RankDex, розроблений Робіном Лі в 1996 році. Патент Ларрі Пейджа на PageRank, поданий у 1998 році, містить посилання на попередній патент Лі. Пізніше Лі створив китайську пошукову систему Baidu у 2000 році.

### Кінець 1990-х років
Спочатку пошукова система використовувала вебсайт Стенфорда з доменами google.stanford.edu і z.stanford.edu. Домен google.com був зареєстрований 15 вересня 1997 року. Вони офіційно зареєстрували компанію Google 4 вересня 1998 року в гаражі своєї подруги Сьюзан Войчицькі в Менло-Парк, Каліфорнія. Згодом Войчицькі стала виконавчим директором Google і головним виконавчим директором YouTube.

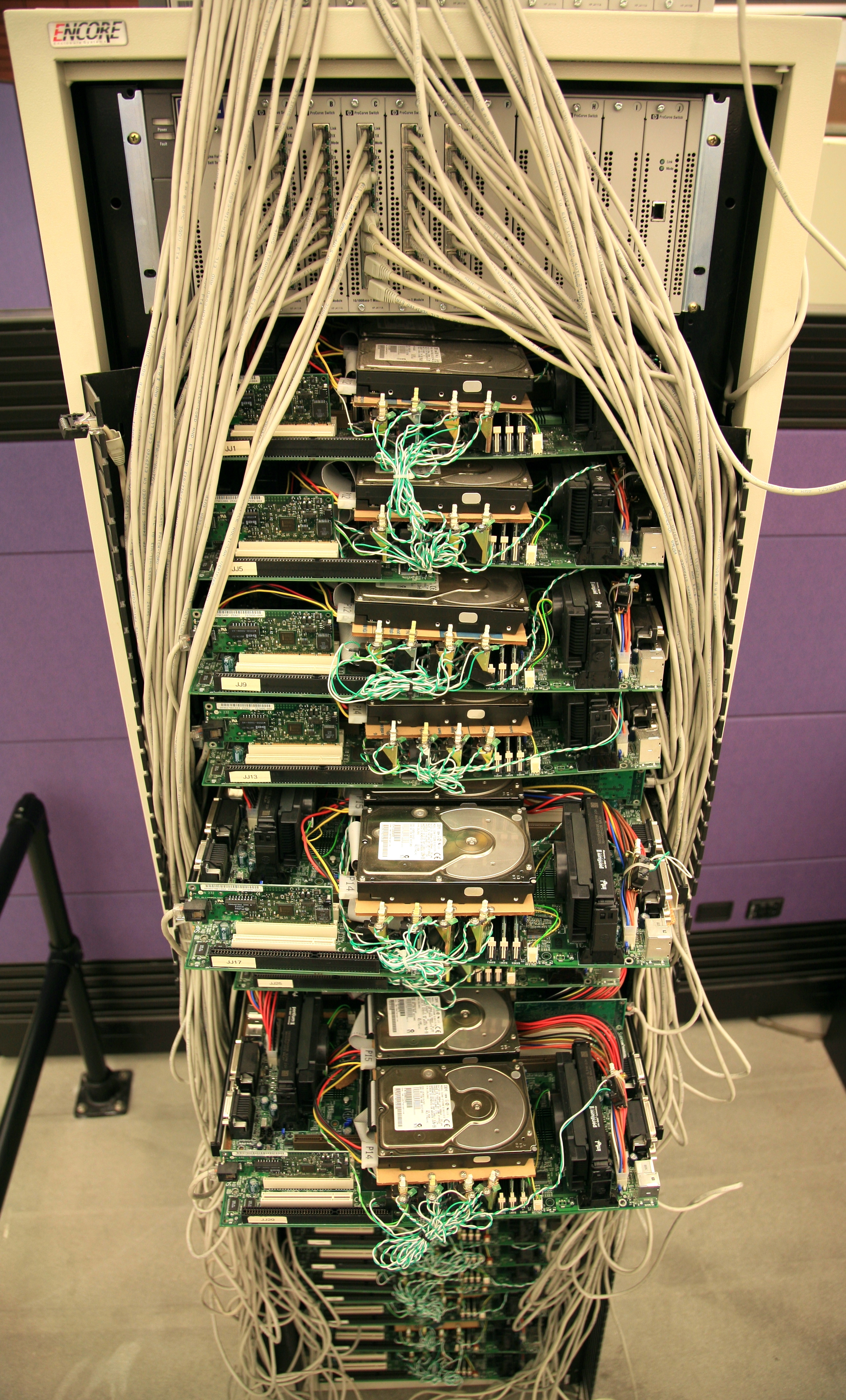
Перша ітерація виробничих серверів Google була побудована на недорогому обладнанні і спроєктована дуже відмовостійкою.

І Брін, і Пейдж були проти використання рекламних спливаючих вікон у пошукових системах, або моделей «пошукових систем, що фінансуються за рахунок реклами», і вони написали наукову роботу на цю тему в 1998 році, коли ще були студентами. Вони швидко змінили свою думку і дозволили просту текстову рекламу.
До кінця 1998 року Google мав індекс близько 60 мільйонів сторінок. Домашня сторінка все ще була позначена як «BETA», але стаття в Salon.com вже стверджувала, що результати пошуку Google кращі, ніж у конкурентів, таких як Hotbot або Excite.com, і хвалила його за те, що він більш технологічно інноваційний, ніж перевантажені портальні сайти (такі як Yahoo!, Excite.com, Lycos, Netcenter від Netscape, AOL.com, Go.com і MSN.com), які під час зростання бульбашки доткомів розглядалися як «майбутнє Інтернету», особливо інвесторами фондового ринку.
На початку 1999 року Брін і Пейдж вирішили, що хочуть продати Google компанії Excite. Вони пішли до генерального директора Excite Джорджа Белла і запропонували йому продати компанію за 1 мільйон доларів. Він відхилив пропозицію. Винод Хосла, один з венчурних капіталістів Excite, вмовив дует знизити ціну до $750 000, але Белл все одно відмовився.
У березні 1999 року компанія переїхала до офісу на 165 Університетській авеню в Пало-Альто, де знаходилося кілька інших відомих технологічних стартапів Кремнієвої долини. Швидко перерісши два інших місця, компанія орендувала комплекс будівель у Маунтін-В'ю за адресою 1600 Amphitheatre Parkway у Silicon Graphics (SGI) у 2003 році. З тих пір компанія залишилася в цьому місці, а комплекс став відомим як Googleplex (гра слів гуголплекс (англ. googolplex) — число, що дорівнює 1, за яким слідує «гугол» з нулями). У 2006 році компанія Google викупила цей об'єкт у SGI за 319 мільйонів доларів США.

### 2000-ні
Пошукова система Google привернула лояльних прихильників серед зростаючої кількості користувачів Інтернету, яким сподобався її простий дизайн. У 2000 році Google почав продавати рекламу, пов'язану з ключовими словами пошуку. Реклама була текстовою, щоб підтримувати неперенасичений дизайн і максимізувати швидкість завантаження сторінок. Ключові слова продавалися на основі поєднання цінової пропозиції та кількості кліків, причому ставки починалися від $0,05 за клік. Ця модель продажу реклами за ключовими словами була вперше застосована Goto.com, дочірньою компанією Idealab, створеною Біллом Гроссом. Коли компанія змінила назву на Overture Services, вона подала позов до суду на Google через ймовірні порушення патентів компанії на оплату за кліки та проведення торгів. Пізніше Overture Services була куплена Yahoo! і перейменована в Yahoo! Search Marketing. Справа була врегульована в позасудовому порядку; Google погодилися випустити звичайні акції компанії Yahoo! в обмін на безстрокову ліцензію. У той час як багато конкурентів з доткомів зазнали невдачі на новому інтернет-ринку, Google непомітно зростав у статусі, при цьому зберігаючи прибутковість.
Задекларований кодекс поведінки Google — «Не будь злим» (англ. Don't be evil) — фраза, яку компанія навіть включила до свого проспекту цінних паперів (відомого як «S-1») для IPO 2004 року, зазначивши: «Ми твердо віримо, що в довгостроковій перспективі нам буде краще — як акціонерам і в усіх інших відношеннях — з компанією, яка робить добрі справи для світу, навіть якщо ми відмовляємося від деяких короткострокових вигод».
У лютому 2003 року Google придбав компанію Pyra Labs, власника вебсайту Blogger. Це придбання забезпечило компанії конкурентну спроможність використовувати інформацію, отриману з блогів, для підвищення швидкості та релевантності статей, що містяться в супутньому продукті пошукової системи Google News.
У лютому 2004 року Yahoo! розірвав партнерство з Google, створивши власну незалежну пошукову систему. Це коштувало Google певної частки ринку, але цей крок Yahoo! підкреслив самобутність Google. Дієслово «гуглити» (англ. to google) увійшло в ряд мов (спочатку як сленгове дієслово, а згодом як нормативне слово), означаючи «здійснювати пошук в Інтернеті» (можлива ознака того, що «Google» стає загальновживаною торговельною маркою).
Після IPO ринкова капіталізація Google значно зросла, а ціна акцій збільшилася більш ніж у чотири рази. Станом на 19 серпня 2004 року кількість акцій в обігу становила 172,85 мільйона, а у вільному обігу — 19,60 мільйона (тобто 89 % акцій належало інсайдерам). Google має двокласову структуру акцій, в якій кожна акція класу В має десять голосів, тоді як кожна акція класу А — один голос. У проспекті емісії Пейдж сказав, що Google має «двокласову структуру, яка схильна до стабільності та незалежності і яка вимагає від інвесторів робити ставку на команду, особливо на мене і Сергія».
У червні 2005 року Google оцінювався майже в 52 мільярди доларів, що робило його однією з найбільших медіа-компаній світу за біржовою вартістю.
18 серпня 2005 року (через рік після першого IPO) Google оголосив, що продасть ще 14 159 265 (ще одне математичне посилання: π ≈ 3.14159265) додаткових акцій для залучення коштів. Цей крок подвоїть запас готівки Google до 7 мільярдів доларів. Google заявив, що використає ці гроші для «придбання взаємодоповнюючих бізнесів, технологій або інших активів».
Зі збільшенням розміру Google зросла конкуренція з боку великих технологічних компаній. Одним з таких прикладів є суперництво між Microsoft і Google. Microsoft рекламувала свою пошукову систему Bing, щоб протистояти конкурентній позиції Google. Крім того, обидві компанії все частіше пропонують послуги, що перетинаються, такі як вебпошта (Gmail проти Hotmail), пошук (як онлайн, так і локальний пошук на робочому столі) та інші додатки (наприклад, Windows Live Local від Microsoft конкурує з Google Earth). На додаток до заміни Internet Explorer, Google розробив власну операційну систему на базі Linux під назвою ChromeOS, щоб безпосередньо конкурувати з Microsoft Windows. Також ходили чутки про браузер Google, які підживлювалися тим, що Google був власником доменного імені «gbrowser.com». Пізніше ці чутки підтвердилися, коли Google випустив Google Chrome. Ця корпоративна ворожнеча дійшла до суду, коли Кайфу Лі, колишній віце-президент Microsoft, звільнився з Microsoft і перейшов на роботу в Google. Microsoft подала до суду, щоб зупинити його перехід, посилаючись на контракт Лі про неконкуренцію (він мав доступ до великої кількості конфіденційної інформації щодо планів Microsoft у КНР). Google і Microsoft досягли позасудової угоди 22 грудня 2005 року, умови якої є конфіденційними.
Шахрайство з кліками також стало зростаючою проблемою для бізнес-стратегії Google. Фінансовий директор Google Джордж Рейс заявив на конференції інвесторів у грудні 2004 року, що «з цим потрібно щось робити дуже, дуже швидко, тому що я вважаю, що потенційно це загрожує нашій бізнес-моделі».
Хоча основним ринком компанії є сфера вебконтенту, Google експериментує з іншими ринками, такими як радіо та друковані видання. 17 січня 2006 року Google оголосив, що придбав радіорекламну компанію dMarc, яка надає автоматизовану систему, що дозволяє компаніям розміщувати рекламу на радіо. Google також розпочав експеримент з продажу реклами від своїх рекламодавців в офлайнових газетах і журналах, з окремими рекламними оголошеннями в Chicago Sun-Times.
Під час телефонної конференції Google у третьому кварталі 2005 року Ерік Шмідт сказав: «Ми не робимо те саме, що роблять інші. Тому якщо ви намагаєтеся передбачити нашу продуктову стратегію, просто сказавши, що ось ця компанія має таке рішення, і Google зробить те саме, це майже завжди неправильна відповідь. Ми дивимося на ринки такими, якими вони є, і вважаємо, що вони досить добре обслуговуються існуючими гравцями. Ми намагаємося побачити нові проблеми та нові ринки, використовуючи технології, які використовують інші, і створюємо своє».
Після місяців спекуляцій 31 березня 2006 року Google було додано до індексу S&P 500 компанії Standard & Poor's Google замінив Burlington Resources, великого виробника нафти з Х'юстона, який був придбаний компанією ConocoPhillips. Наступного дня після оголошення ціна акцій Google зросла на 7 %.
У 2008 році Google запустив Knol, їхній еквівалент Вікіпедії, який провалився через чотири роки.

#### Використання файлів cookie
Хоча Google вже отримував переважну більшість своїх доходів від реклами на момент свого IPO 2004 року, він не використовував жодного веб-відстеження на основі HTTP-файлів cookie до фінансової кризи 2007—2008 рр. До 2006 року доходи Google від реклами вже мали ознаки зниження, оскільки «все більше рекламодавців відмовлялися купувати медійну рекламу в Google». Фінансова криза підштовхнула Google до заморожування найму працівників і потенційно до банкрутства, якщо доходи від реклами продовжуватимуть знижуватися. З ринковою капіталізацією понад 100 мільярдів доларів, якби Google збанкрутув, це мало б серйозні наслідки для фондового ринку, який вже серйозно постраждав від кризи.
У 2007 році Google погодився купити DoubleClick за 3,1 мільярда доларів, що ознаменувало початок використання відстеження на основі файлів cookie. Навіть після покупки Google отримав лише 3 % доходу в другому кварталі 2009 року, в розпал рецесії.
Спочатку Google за замовчуванням розділяв звички користувачів, зібрані за допомогою реклами, від даних, зібраних його іншими сервісами. У 2016 році Google зняв цей останній рівень захисту, зробивши своє відстеження персонально ідентифікованим.

### 2010-ті
У 2011 році компанія запустила Google+, свою четверту спробу розвинути соціальну мережу, після Google Buzz (запущений 2010 року, закритий 2011 року), Google Friend Connect (запущений 2008 року, закритий 1 березня 2012 року) та Orkut (запущений 2004 року, закритий у вересні 2014 року).
Станом на листопад 2014 року Google мав понад 70 офісів у більш ніж 41 країні.
У 2015 році Google реорганізував свої інтереси в холдингову компанію Alphabet Inc, провідною дочірньою компанією якої став Google. Google продовжував служити парасолькою для інтернет-інтересів Alphabet. 1 вересня 2017 року Google Inc. оголосила про  плани реструктуризації в товариство з обмеженою відповідальністю, Google LLC, як дочірню компанію XXVI Holdings, Inc, яка створена як дочірня компанія Alphabet Inc. для володіння акціонерним капіталом її інших дочірніх компаній, включаючи Google LLC та інші стартапи.
У 2018-2019 роках напруженість між керівництвом компанії та її працівниками зростала, оскільки співробітники протестували проти рішень компанії щодо внутрішніх сексуальних домагань, Dragonfly, цензурованої китайської пошукової системи, та Project Maven, штучного інтелекту військових безпілотників, які розглядалися як сфери зростання доходів компанії. 25 жовтня 2018 року газета The New York Times опублікувала викривальну статтю «Як Google захищав Енді Рубіна, “батька Android”». Згодом компанія оголосила, що «48 співробітників були звільнені за останні два роки» через сексуальну поведінку. 1 листопада 2018 року співробітники Google влаштували глобальний страйк на знак протесту проти того, як компанія реагує на скарги про сексуальні домагання, включаючи звільнення колишнього керівника Енді Рубіна з «золотим парашутом»; у ньому взяли участь понад 20 000 співробітників і підрядників. Повідомлялося, що генеральний директор Сундар Пічаї підтримав протести.
19 березня 2019 року Google оголосив про вихід на ринок відеоігор, запустивши хмарну ігрову платформу під назвою Google Stadia.
3 червня 2019 року Міністерство юстиції США повідомило, що буде розслідувати діяльність Google на предмет порушення антимонопольного законодавства. Це призвело до подання антимонопольного позову в жовтні 2020 року на підставі того, що компанія зловживала монопольним становищем на ринках пошуку та пошукової реклами.
У грудні 2019 року колишній головний операційний директор PayPal Білл Реді став новим комерційним директором Google. Роль Реді не буде безпосередньо пов'язана з Google Pay.

### 2020-ті
У квітні 2020 року через пандемію COVID-19 компанія Google оголосила про низку заходів зі скорочення витрат. Такі заходи включали уповільнення найму на роботу до кінця 2020 року, за винятком невеликої кількості стратегічних областей, переорієнтацію фокусу і темпів інвестицій у такі сфери, як центри обробки даних і машини, а також маркетинг і подорожі, не пов'язані з основною діяльністю компанії.
Збої в роботі сервісів Google у 2020 році призвели до перебоїв у роботі сервісів Google: один з них стався в серпні, який вплинув, зокрема, на Google Drive, інший — у листопаді, який вплинув на YouTube, а третій — у грудні, який вплинув на весь перелік застосунків Google. Усі три збої були усунені протягом кількох годин.
У січні 2021 року уряд Австралії запропонував законодавство, яке зобов'язує Google і Facebook платити медіакомпаніям за право використовувати їхній контент. У відповідь Google пригрозив закрити доступ до своєї пошукової системи в Австралії.
У березні 2021 року Google, як повідомляється, заплатив 20 мільйонів доларів за порти Ubisoft на Google Stadia. Google витратив «десятки мільйонів доларів» на те, щоб змусити великих видавців, таких як Ubisoft і Take-Two, перенести деякі з їхніх найбільших ігор на Stadia.
У квітні 2021 року The Wall Street Journal повідомив, що Google реалізовував багаторічну програму під назвою «Проєкт Бернанке», яка використовувала дані з минулих рекламних ставок, щоб отримати перевагу над конкуруючими рекламними сервісами. Про це стало відомо з документів, що стосуються антимонопольного позову, поданого десятьма штатами США проти Google у грудні.
У червні 2023 року Google заявив, що видалить посилання на канадські новини зі своїх сервісів по всій країні через законодавство канадського уряду (законопроєкт C-11), який вимагатиме від Google та інших онлайн-платформ, таких як Facebook, платити за новинні статті, що показуються на їхніх платформах.